# Polygala oaxacana
Polygala oaxacana är en jungfrulinsväxtart som beskrevs av Chod.. Polygala oaxacana ingår i släktet jungfrulinssläktet, och familjen jungfrulinsväxter. Inga underarter finns listade i Catalogue of Life.